# Paraphaenodiscus munroi
Paraphaenodiscus munroi is een vliesvleugelig insect uit de familie Encyrtidae. De wetenschappelijke naam is voor het eerst geldig gepubliceerd in 1976 door Prinsloo.